# 阮玲玉 (電影)
《阮玲玉》，為一部在1991年上映的香港電影，由成龍擔任出品人，關錦鵬導演，張曼玉、秦漢、梁家輝、吳啟華主演，改編自二十世紀中國影星阮玲玉的生平故事。本片囊括本地及海外電影頒獎典禮超過十項大獎，其中張曼玉榮獲第12屆香港電影金像獎、第28屆金馬獎、第42屆柏林國際影展及芝加哥國際影展最佳女主角，成為首位拿下柏林影后的香港影星。在2005年，獲香港電影金像獎協會票選為「最佳華語片一百部」之一。

## 劇情簡介
阮玲玉16歲踏入影壇，在短短的9年中拍攝了29部電影，其演出的角色大多以悲劇結局，作为影壇一代紅星，擁有很多觀眾。然而她與張達民、唐季珊、蔡楚生三人之間的戀愛關係，卻也使得她十分苦惱、痛苦，也因此成為市民與新聞界所關注的焦點。
1935年3月8日，阮玲玉在遺書上寫滿「人言可畏」後服安眠藥自盡。

## 演員表
| 演 員  | 角 色  | 備 註                    |
| 張曼玉 | 阮玲玉 |                          |
| 吳啟華 | 張達民 | 原是紈绔子弟，後家道中落 |
| 秦漢   | 唐季珊 | 富商                     |
| 蕭湘   | 阮母   |                          |
| 梁家輝 | 蔡楚生 | 電影導演                 |
| 劉嘉玲 | 黎莉莉 |                          |
| 李子雄 | 黎民偉 |                          |
| 葉童   | 林楚楚 |                          |
| 沈晔   | 费穆   |                          |
| 孙栋光 | 孙瑜   |                          |
| 肖荣生 | 吴永刚 |                          |
| 符冲   | 聂耳   |                          |
| 周杰   | 刘琼   |                          |
| 郑大里 | 郑君里 |                          |

## 電影歌曲
| 曲別   | 歌名     | 作曲 | 作詞         | 演唱   |
| ------ | -------- | ---- | ------------ | ------ |
| 主題曲 | 《葬心》 | 小蟲 | 姚若龍、小蟲 | 黃鶯鶯 |

## 獎項
| 年份 | 頒獎典禮             | 獎項               | 名單                                                | 結果 |
| ---- | -------------------- | ------------------ | --------------------------------------------------- | ---- |
| 1991 | 第28屆金馬獎         | 最佳劇情片         |                                                     | 提名 |
| 1991 | 第28屆金馬獎         | 最佳導演           | 關錦鵬                                              | 提名 |
| 1991 | 第28屆金馬獎         | 最佳女主角         | 張曼玉                                              | 獲獎 |
| 1991 | 第28屆金馬獎         | 最佳原著劇本       | 邱戴安平、焦雄屏                                    | 提名 |
| 1991 | 第28屆金馬獎         | 最佳攝影           | 潘恆生                                              | 獲獎 |
| 1991 | 第28屆金馬獎         | 最佳美術設計       | 朴若木                                              | 提名 |
| 1991 | 第28屆金馬獎         | 最佳造型設計       | 朴若木                                              | 提名 |
| 1991 | 第28屆金馬獎         | 最佳剪輯           | 張耀宗、姜全德                                      | 提名 |
| 1991 | 第28屆金馬獎         | 最佳錄音           | 嘉禾配音室                                          | 提名 |
| 1991 | 第28屆金馬獎         | 最佳電影音樂       | 小蟲                                                | 提名 |
| 1991 | 第28屆金馬獎         | 最佳電影插曲       | 小蟲                                                | 提名 |
| 1991 | 第28屆金馬獎         | 評審團特別獎       |                                                     | 獲獎 |
| 1992 | 第42屆柏林國際影展   | 最佳女演員銀熊獎   | 張曼玉                                              | 獲獎 |
| 1992 | 芝加哥國際影展       | 最佳女演員銀雨果獎 | 張曼玉                                              | 獲獎 |
| 1992 | 芝加哥國際影展       | 最佳導演銀雨果獎   | 關錦鵬                                              | 獲獎 |
| 1993 | 第12屆香港電影金像獎 | 最佳電影           |                                                     | 提名 |
| 1993 | 第12屆香港電影金像獎 | 最佳導演           | 關錦鵬                                              | 提名 |
| 1993 | 第12屆香港電影金像獎 | 最佳編劇           | 邱戴安平                                            | 提名 |
| 1993 | 第12屆香港電影金像獎 | 最佳女主角         | 張曼玉                                              | 獲獎 |
| 1993 | 第12屆香港電影金像獎 | 最佳攝影           | 潘恆生                                              | 獲獎 |
| 1993 | 第12屆香港電影金像獎 | 最佳美術指導       | 朴若木                                              | 獲獎 |
| 1993 | 第12屆香港電影金像獎 | 最佳服裝造型設計   | 朴若木                                              | 提名 |
| 1993 | 第12屆香港電影金像獎 | 最佳電影配樂       | 小蟲                                                | 獲獎 |
| 1993 | 第12屆香港電影金像獎 | 最佳電影歌曲       | 〈葬心〉 主唱：黃鶯鶯 作曲：小蟲 填詞：姚若龍、小蟲 | 獲獎 |

## 軼事
角色當年原由關錦鵬導演為梅艷芳度身打造，後梅艷芳辭演，故此找來同樣叫「阿玉」的張曼玉演出。拍攝電影的地點就在「阮玲玉」故居上海新閘路沁園村對面，而這裡也曾是阮玲玉到過的地方，更因此發生了超自然的現象。

## 外部連結
- 香港影庫上《阮玲玉》的資料（繁體中文）

- 開眼電影網上《阮玲玉》的資料（繁體中文）
- 豆瓣电影上《阮玲玉》的資料 （简体中文）
- 时光网上《阮玲玉》的資料（简体中文）
- AllMovie上《阮玲玉》的资料（英文）
- 爛番茄上《阮玲玉》的資料（英文）
- 互联网电影数据库（IMDb）上《阮玲玉》的资料（英文）